# Calotis porphyroglossa
Calotis porphyroglossa là một loài thực vật có hoa trong họ Cúc. Loài này được F.Muell. ex Benth. mô tả khoa học đầu tiên năm 1867.